# Corda de piano

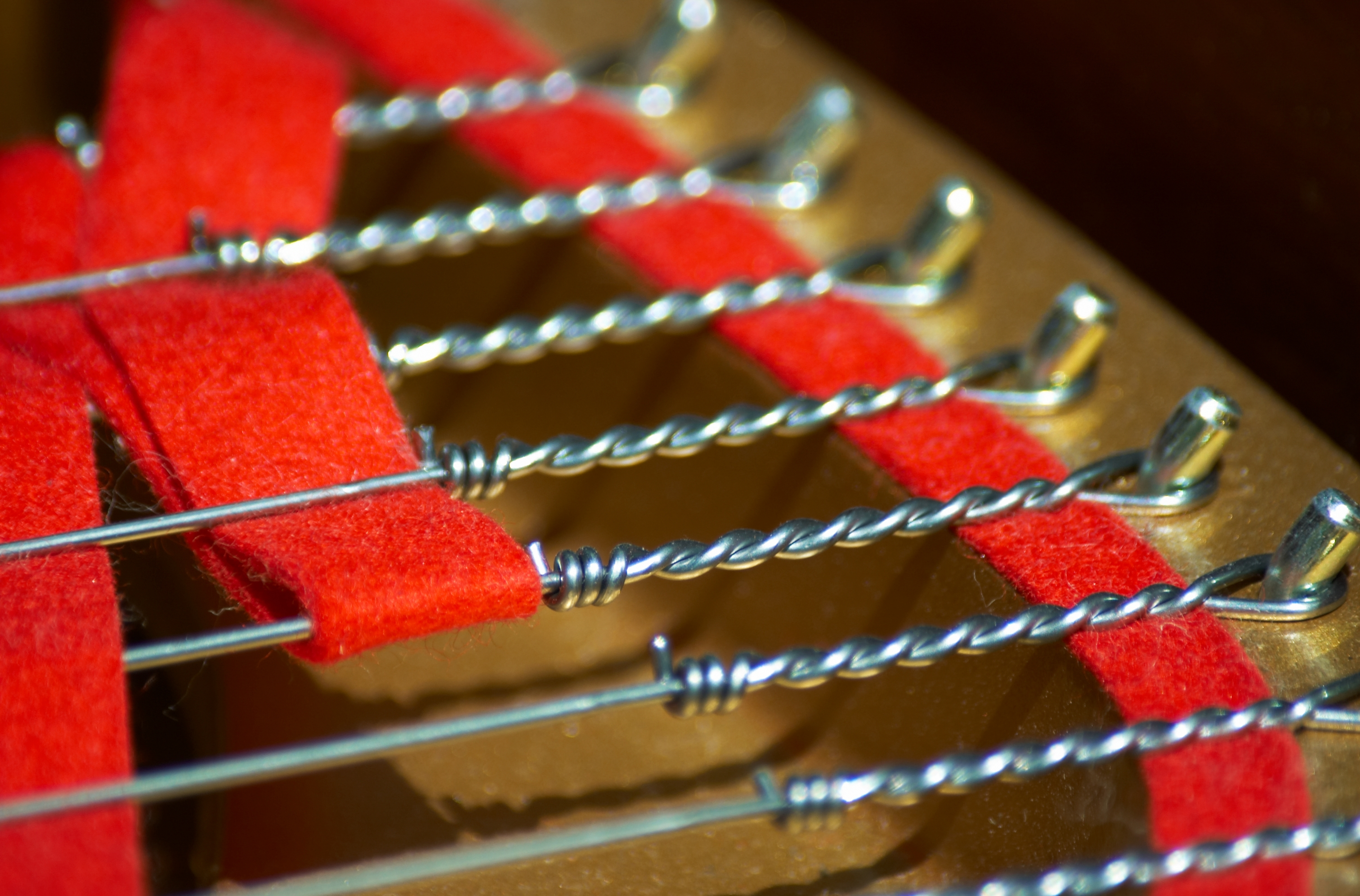
Cordas de piano.

A corda de piano ("piano string" em inglês) é um componente do elemento acústico deste instrumento de onde partem as ondas vibracionais que produzem o som. Elas existem em duas formas básicas: as cordas planas e os bordões.

## Visão geral
As cordas planas ou lisas compreendem um fio de aço com alto teor de carbono tendo como propriedades principais a bastante dureza e densidade. São utilizadas nas partes média e aguda do piano e são muito suscetíveis à oxidação. Há alguns tipos de cordas planas especiais que possuem um revestimento de níquel, obtido através da eletrolise.
Os bordões são as cordas utilizadas na região grave do piano e para tal são revestidas com um ou mais rolamentos de cobre (embora existam bordões com revestimento de outros metais).
O registro mais antigo de arame feito para instrumentos musicais é de Augsburg em 1351.
O piano moderno possui cerca de 230-240 cordas de diâmetros diferentes, seguindo o padrão da tabela MWG e AMWG. 

## Fabricantes de cordas de piano
- «Mapes». (Estados Unidos)
- «NewOctave Corporation». (Estados Unidos)
- «Röslau». (Alemanha)
- Cordas e Bordões Francisco Motta (Brasil)